# Geraldo da Silva Nobre
Geraldo da Silva Nobre (Morada Nova, 31 de agosto de 1924 - Fortaleza, 26 de junho de 2005), foi um economista, escritor, jornalista, historiador e professor brasileiro.

## Biografia
Filho de João Eduardo Nobre e Pulquéria Silva Nobre. Estudou no Colégio Castelo Branco e no Liceu do Ceará. Economista pela Faculdade de Ciências Econômicas do Ceará (turma de 1944). Licenciado em Geografia e História (1953). Redator da “Gazeta de Noticias”. Editorialista do “Correio do Ceará”; também escreveu para o “Mordeste”, “fortaleza” e “Unitário”.
Professor da Universidade Federal do Ceará (Faculdade de Ciências Econômicas) e da Universidade Estadual do Ceará (Faculdade de Filosofia).
Chefe do Serviço de Imprensa do Governo do Ceará (1967/1971). Diretor do Arquivo Público Estadual-(1981/1994). Fundador e Primeiro Presidente do Centro de Economistas do Ceará, que se transformou posteriormente no Sindicato da classe.
Portador da Medalha do Mérito da Segurança do Trabalho, conferida pelo então Ministro João Goulart. Presidente do Instituto do Ceará. Usou os pseudônimos Adrião Barbosa Aníbal Diniz H. D. e Hagadê.

## Obras
- A capital do Ceará,
- A capital do Ceará evolução política e administrativa,[10]
- As sete vidas de Gilberto Câmara,[11]
- Ceará na II Grande Guerra,
- Ceará, energia e progresso,
- Estudo sobre a colecao descritiva das plantas da Capitania do Ceara (com o original inédito do naturalista Feijo),
- História da Associação Cearense de Imprensa, 1925-1975,[12]
- História eclesiástica do Ceará, 1980,
- Introdução à História do Jornalismo Cearense,[13]
- Lions Norte e Nordeste,
- Estudo Sobre Antônio Cardoso de Barros,(1968),
- Datas e Fatos de 1822.
- Ceará;
- A Capital do Ceará;
- História do Tribunal de Justiça do Ceará;
- Introdução à História do Jornalismo Cearense;
- Tibúrcio Rodrigues - A Imprensa e a República;
- História de Morada Nova (2 volumes);
- As Oficinas de Carne do Ceará - Uma Solução Local para uma Pecuária em Crise;
- João da Silva Feijó - Um Naturalista no Ceará;
- História Eclesiástica do Ceará (primeira parte);
- Ceará - Energia e Progresso;
- O Legislativo Cearense - 150 Anos de Atuação;
- O DNOCS e o Novo Nordeste;
- Para a História Cultural do Ceará - O Conselho Estadual de Cultura;
- Amor de Branco em Tráfico de Negro;
- História Judiciária do Ceará (1° volume);
- Administração;
- Universalidade do Pensamento,

## Homenagens
- Uma rua em Fortaleza foi nomeada em homenagem ao escritor.[14]
- Um auditório na FEAAC foi nomeado em homenagem ao professor da instituição.[15]